# Mariakyrkan, Gdańsk

Mariakyrkan (polska: Bazylika Mariacka) är en kyrkobyggnad som ligger i Gdańsk. Den är en av världens största tegelkyrkor.
Kyrkan är 68 meter bred, 105 meter lång och tornet är 80 meter högt. 25 000 besökare får plats samtidigt. Kyrkan byggdes under åren 1342–1502. Tillsammans med Nidarosdomen i Trondheim och Uppsala domkyrka tillhör Mariakyrkan norra Europas största kyrkobyggnader.
Kyrkan var evangelisk-luthersk från reformationstiden till 1945 men är nu romersk-katolsk.